# 荀攸
荀 攸（じゅん ゆう、永寿3年（157年） - 建安19年（214年））は、中国後漢末期の政治家。曹操軍の筆頭軍師。字は公達。豫州潁川郡潁陰県（現在の河南省許昌市）の人。荀彧の従子（おい）にして彼より年長である。『三国志』魏志「荀彧荀攸賈詡伝」に伝がある。

## 続柄
荀曇（じゅんたん）の孫。荀彝（じゅんい）の子。荀緝（じゅんしゅう）・荀適（じゅんてき）の父。荀彪（じゅんひょう、荀適の弟の子）の祖父。なお荀曇は次男で、その長男が荀昱（じゅんいく）。荀彝の弟は荀衢（じゅんく）。
曾祖父は荀淑（じゅんしゅく）の年長の兄であり、荀淑の孫が荀彧であり、荀彝の再従兄弟に当たっている。

## 生涯

### 少年期
祖父の荀曇は広陵太守となった。父の荀彝は州の従事であったが（『荀氏家伝』）、荀攸が幼いときに亡くなった。
荀攸が8歳の頃、叔父の荀衢が酔っ払い、誤って荀攸の耳を傷つけた事があった。 ところが荀攸は部屋を出たり入ったりして遊び回るとき、 いつも耳を隠して叔父の目に止まらないようにしていた。 叔父は後になってこの事を聞き知り、そこで初めて驚き謝罪し、高く評価した（『魏書』）。
13歳の時、元下役の張権という人物が父の墓守をしたいと申し出た。荀攸はこれに疑惑を抱き、叔父の荀衢に向かって「様子がおかしい、何か悪さをしたのでしょう」と言った。荀衢は思い当たる事があって、取調べをすると、案の定、殺人を犯して逃亡してきたことが分かった。この事件があってから、荀衢は荀攸の才覚をさらに高く評価するようになった。

### 董卓暗殺計画に加担
荀攸は孝廉に推挙され、南陽の陰修が潁川太守であった時代に荀彧・郭図・鍾繇らとともに官吏として登用されたという（「鍾繇伝」が引く謝承『後漢書』）。
大将軍何進は政治の実権を握ると、海内の名士20名を招聘したが、荀攸もその中に含まれていた。荀攸は何進の求めに応じ、黄門侍郎となった。
何進死後、董卓が政治の実権を握ると、荀攸はその専横を見て憤り、議郎の鄭泰・何顒・侍中の种輯・越騎校尉の伍瓊らと共に董卓の暗殺を図る。しかし事前に発覚して、荀攸は何顒と共に董卓に投獄され、死刑が決められた。何顒は憂いのあまり獄死してしまったが、荀攸は言葉も食事も泰然自若していた。しかし、その死刑執行前に董卓が王允らに暗殺されたため、荀攸は助け出された。
その後、優秀な成績で推挙され、任城国の相となったが辞退し、自ら望んで蜀郡太守となった。しかし、益州において独立を画策していた益州牧の劉焉が、既に交通路を断っていた為、任地まで辿り着くことができず荊州に留まった。

### 曹操の軍師として
建安元年（196年）、長安から脱出した献帝をその本拠である許に迎えた曹操は、荀彧から荀攸の評判を聞き（「荀彧伝」）、書状を送り、荀攸を召しだした。荀攸は汝南太守、後に尚書に任命された。
曹操は荀攸の名声を聞いていたが、実際に会ってみて大変満足し、荀彧と鍾繇に対し「公達は並々ならぬ人物だ。 彼がいれば天下に何の憂いがあろうか」と語り、彼を軍師とした。
建安3年（198年）、荀攸は宛の張繡征伐に随行した。荀攸は曹操に向かって「張繡と劉表はお互いに助け合っているから、糧に困らず強力なのです」と言い、劉表の兵糧供給を断ち切ろうと進言したが、曹操は取り合わず、穣まで進軍した。張繡が危なくなると、劉表は荀攸の予想した通り張繡を救援し、曹操は負け戦となった。曹操は「お主の意見を用いなかったがためにこのざまだ」と悔しそうに取り合いながらも笑い、再戦では奇襲部隊を使って勝利した。
曹操の背後において、徐州の呂布が反乱を起こし、曹操の傘下であった劉備を攻撃した。このとき多くの者は、呂布を討つために引き返すと張繡と劉表に背後を突かれるではないかと心配したが、荀攸は呂布が勇猛で、かつ揚州の袁術の支援を受けていることから、反乱を起こしたばかりで勢力を糾合しきれていない内に討つべきだとした（『魏書』）。曹操は徐州の呂布征伐に赴き、下邳まで進軍した。呂布は三戦して全て敗れ下邳城に立て籠もった（下邳の戦い）。
曹操は下邳城を攻めあぐねて撤退しようとしたが、荀攸と郭嘉は、「敵軍の指揮を執る呂布は勇猛であるが知略に欠け、連続した敗戦で気力が衰えている」こと、また敵の参謀である陳宮は「智恵はあるが決断が遅い」ことを挙げ、「呂布の気力が回復し、陳宮の計略が定まる前に厳しく攻め立てれば、城は攻め落とせるだろう」と曹操に進言した。そこで曹操は下邳城を水攻めし、呂布を捕虜とした。
建安5年（200年）、曹操が袁紹と決戦した一連の戦い（官渡の戦い）で荀攸は大いに活躍している。
まず、前哨戦である夏4月（「武帝紀」）の白馬の戦いにおいて、袁紹の部下の顔良が劉延を攻撃したとき、荀攸は曹操に「囮軍を渡河させ、袁紹の軍を分散させる」策を進言し、顔良を孤軍の状態に追い込み、曹操に降伏していた関羽に討ち取らせた。袁紹の部下の文醜と劉備の追撃を受けると、今度は輜重隊を囮に使う策を進言し、罠にかかった文醜は討ち取られた（延津の戦い）。
その後、曹操は荀攸の進言に従って、徐晃と史渙に袁紹の部下の韓荀が指揮する輸送隊を攻撃させ、数千台の穀物輸送車を焼き払った（「武帝紀」）。徐晃を名指しで推薦したのは荀攸である。
戦局が膠着し始めると、袁紹の重臣許攸が兵糧守備隊の情報を持って降伏してきた。諸将はこの降伏を偽りではないかと疑ったが、荀攸は賈詡と共に許攸の意見を支持した。曹操は荀攸らの意見を汲み取り、即座に行動を起こし、自ら歩騎5000人を指揮して淳于瓊軍を強襲した（烏巣の戦い）。この奇襲で袁紹軍は兵糧を失った。
その後、袁紹の命令で曹操の本陣を攻撃していた張郃・高覧らが離反し、留守を守っていた曹洪に降伏を申し入れてきた。曹洪は疑ったが、荀攸は張郃が降伏を決意した事情を分析し、信じて受け入れるように勧めた。この前後に袁紹は逃走し、官渡の戦いは曹操の勝利で終わった。
202年夏5月（「武帝紀」）、袁紹が失意の内に死去した後、その子の袁譚と袁尚は後継者争いを始めた。曹操は黎陽に出陣し、秋9月（「武帝紀」）に一時的に和睦した袁尚・袁譚の連合軍を破った。荀攸はこの戦いに従軍している。
203年、曹操が劉表征伐に赴くと袁尚・袁譚の争いが再燃し、戦いに敗れた袁譚は辛毗を使者に送って降伏を申し出てきた。他の臣下らはなお強力な勢力を保っていた劉表征伐を優先するよう勧めたが、劉表は自守の賊であって野心が貧しいことと袁氏の力はまだ侮れず後継者争いが収まったら再び脅威となるであろうことから、荀攸は袁譚と袁尚の争いに乗じて袁氏の土地を奪って平定するよう進言した。曹操はこの意見に賛同し、袁譚と和睦し袁尚を撃破した。後に袁譚が背くと曹操は袁譚をも攻撃し、南皮において袁譚を滅ぼした。この戦いに荀攸も従軍している。曹操は荀攸の功績を上奏して称え、荀攸は陵樹亭侯に封じられた。
建安12年（207年）、曹操が袁氏と烏桓を滅ぼすため北方に遠征しようとした時は、荀攸らほとんどの臣下は、劉備が劉表を動かして背後を突くことを心配し中途したが、郭嘉のみが賛成している（「武帝紀」）。しかし、曹操が9月に袁氏と烏桓を滅ぼし、公孫康を降伏させて柳城から帰還したとき（「武帝紀」）、荀攸の宿舎に立ち寄って、前漢の高祖が張良にしたように、領邑で功績に報いることを約束したという（『魏書』）。曹操は論功行賞を行ったとき、「忠義公正で、緻密な計略を立て、国の内外を鎮撫した者としては、文若（荀彧）がこれに該当し、公達（荀攸）がその次に位置する」と述べ、荀攸の領邑を400戸加増し合計700戸にし、荀攸を中軍師に転任させた。
建安17年（212年）、曹操が九錫を受けて魏公となるのに協力した（「武帝紀」が引く『魏書』）。曹操が魏国を建国すると、11月に尚書・侍中・六卿を定めた。荀攸は魏（藩国）の尚書令となった（「武帝紀」が引く『魏氏春秋』）。
尚書令となった荀攸は、荀彧と同じように賢者や名士を推挙したので、曹操は「荀彧と荀攸の人物評価は、時が経つほど益々信頼できる。わしが死んだとしても忘れられまいぞ」と語った（「荀彧伝」が引く『荀彧別伝』）。
建安19年（214年）、曹操の孫権討伐に従軍しているときに病に倒れて、まもなく陣中で死去した。58歳であった（『魏書』）。曹操は荀攸の話をする度に涙を流したという。また荀彧とは違い、曹操との関係は終始良好であった。
子に荀緝（父の面影があった）と荀適の2人いたがいずれも若死して、子がなかったとして爵位は一時途絶えたが、黄初年間に孫の荀彪に爵位が与えられ、陵樹亭侯に取り立てられ300戸を領した。後に丘陽亭侯となった。
正始年間には敬侯と諡された。曹芳（斉王）の時代、詔勅により曹操の廟庭に24人目の功臣として祭られている。裴松之は、鍾繇を先にして荀攸を後にした趣旨は分からないと述べている。

## 評価
陳寿は、「荀攸・賈詡はほぼ算段に失策無く、権変に達すること張良・陳平に次ぐ」と評している。
裴松之は、荀攸を張良に、賈詡を陳平に例えている部分は陳寿と同じだが、荀攸を賈詡より高く評価し、陳寿が両者を一纏めにしたことについて否定的な意見を述べている。
曹操は「荀攸は表面は愚鈍に見えても、内側には英知を有し、臆病に見えて勇敢であり、柔和に見えて不屈であり、善をひけらかさず、面倒な事を人に押し付けない。その英知には近づけるが、愚直さには近づけない。顔回や甯兪（甯武子）でも荀攸以上ではないだろう」と事毎に称えた。
曹操は「荀攸は人の手本となる人物である。お前は礼を尽くして彼を尊敬しなければならぬぞ」と、太子であったころの曹丕に語った。荀攸が病気になった時、曹丕は見舞いに訪れ、荀攸の寝台の下で拝礼するなど、特別に尊ばれた。
曹操は荀攸の死に際して布令し、「荀攸と周遊すること二十余年、彼には一つの失点もなかった」「荀攸は真の賢人であり、温・良・恭・倹・譲によりこれを得ていた。孔子が晏嬰の徳を称えたように、荀攸こそその人である」と述べた。
鍾繇は「私は行動する毎に反覆して思考し、これ以上は無いと考えてから荀攸に相談したが、いつも荀攸の意見は私の想定を越えていた」と述べた。
荀粲は道家の思想を信奉しており、高整な徳で礼法を教導した父の荀彧よりも、表面を整えようとせず慎み深く振舞った従兄の荀攸の方が立派であると述べたという。荀粲の兄たちは怒ったが、反論することができなかった（「荀彧伝」が引く何劭『荀粲伝』）。
傅玄は、近頃の大賢君子について問われた時、「荀彧の仁と、荀攸の智である」と答えた。曹操の発言を引用し、「荀彧は善を進めて休まず、荀攸は悪が去るまで止めなかった」と称えた（『傅子』）。
東晋の袁宏の「三国名臣序賛」（『文選』所収）では魏の9人、蜀の4人、呉の7人が名臣として賞賛されており、その中に名を挙げられている。

## 逸話
荀攸は曹操軍の筆頭軍師として機密を司る立場にあり、その秘密主義を示す逸話が存在する。
荀攸には深密な智謀があり、曹操に従軍するようになってから常に帷幄で計略を考えていたが、子弟すらその計略を知らなかった。
『魏書』によると、荀攸の父の姉妹の子である辛韜に袁氏を滅ぼしたときの計略を尋ねられたときも、荀攸は辛毗と曹操に功績を帰して答えなかった。このため、世間の人々は荀攸に国家の軍事について尋ねることを控えるようになったという。
荀攸が前後に亘って立てた奇策は合計して十二個あり、鍾繇だけがその内容を知っていた。 鍾繇は荀攸の著作集を編集していたが、完成しないうちに逝去した。その為に荀攸の全計略が後世に伝わらなかった。
鍾繇とは親友であり、荀攸は自分の死後は鍾繇が荀攸の妾の阿騖の面倒を見るだろうと見たという（「方技伝」）。

## 三国志演義
小説『三国志演義』では、青州で黄巾が蜂起した時分に荀彧と共に曹操に仕えて軍師となっている。
曹操が呂布を攻めようとした時、劉表と張繡に背後を狙われるのを気掛かりでいると、荀攸は「両者は敗北したばかりで動けず、呂布が袁術と手を組んだら急には滅ぼせません」と言い、
郭嘉も「呂布が人心を得る前に急行して討つべきです」と意見したため、曹操は直ちに軍を動かした。
戦いが長引くと、曹操は再び群雄の動向が気に掛かり許都に帰ろうとした。荀攸は「呂布の鋭気は既に挫けており、陳宮の計略が決まらない内に攻撃すれば生け捕りにできます」と曹操を制止し、また郭嘉の計略もあって呂布を捕らえる事ができた。
官渡の戦いでは、曹操が文醜との戦いで物資を囮にした時、荀攸は唯一その計略に気付いていたため、後に曹操に称賛されている。また、袁紹軍の韓猛が兵糧を輸送するという情報が入ると、荀攸は糧道を断たせる将に徐晃を推薦し、その兵糧を全て焼き払わせた。最後には「一手の軍勢は酸棗を攻め落として鄴郡を攻撃し、もう一手は黎陽を攻略して袁紹軍の帰路を断つという偽情報を流し、袁紹が兵を分けて防ごうと動き出した隙を狙う」という荀攸の策が決め手となり、一連の戦いを完勝で締めくくった。
袁紹の死後、袁尚との後継者争いに敗れた袁譚が降伏を申し出た時、窮して降伏してきた袁譚は信用できず、また劉表を捨て置いてまで救援すべきではないと皆が反対する中、荀攸は「劉表には天下を狙う志がなく、一方で袁尚・袁譚が和睦すれば天下の行く末はもうわかりません。この機会を逃さず袁尚を排除し、後に袁譚をも滅ぼせば天下を平定できます」と反論し、曹操を喜ばせた。
楽進らが并州で高幹が守る壺関口を落とせないでいると、荀攸は呂曠・呂翔を用いた偽装降伏を献策し、城の奪取に成功させている。
しかし、赤壁の戦いからは策に精彩を欠き、蔡中・蔡和の偽装降伏は逆に周瑜の苦肉の策に利用され、また南征の懸念事項である馬騰を都に誘い込んで殺すが、それにより挙兵した馬超の進撃で結局南征は中止される。
後年、荀攸は曹操の魏王就任を反対して曹操の怒りを買い、憂い憤って病となり、58歳で死去した。正史においては曹操が王になることに反対した事実はない。